# IC 996
IC 996 — галактика типу Sbc (компактна витягнута спіральна галактика) у сузір'ї Велика Ведмедиця.
Цей об'єкт міститься в оригінальній редакції індексного каталогу.